# Спи собі сама
«Спи собі сама» — українська пісня, увійшла до студійного альбому «Натура» українського гурту «Скрябін». Альбом випущений 2003 року лейблом «Lavina music».
Музику та тексти до пісні написав Андрій Підлужний (“Підлуж”), також відомий як виконавець Нічлава.